# Thoigné
Thoigné település Franciaországban, Sarthe megyében. Lakosainak száma 165 fő (2022. január 1.). Thoigné Les Mées, Dangeul, Courgains és René községekkel határos.

## Népesség
A település népessége az elmúlt években az alábbi módon változott:
| Lakosok száma | 162  | 164  | 169  | 164  | 163  | 161  | 163  | 164  | 165  |
|               | 2013 | 2015 | 2016 | 2017 | 2018 | 2019 | 2020 | 2021 | 2022 |